# Publius Servilius Calvus
Publius Servilius Calvus war ein im 1. und 2. Jahrhundert n. Chr. lebender römischer Politiker.
Durch zwei Briefe (Epistulae X, 56, 2 und X, 57, 1) von Plinius an Trajan (98–117) ist belegt, dass Calvus während der Regierungszeit von Trajan Statthalter (Proconsul) in der Provinz Bithynia et Pontus war; er amtierte um 108/109 in der Provinz.